# Поселенці 1820-х

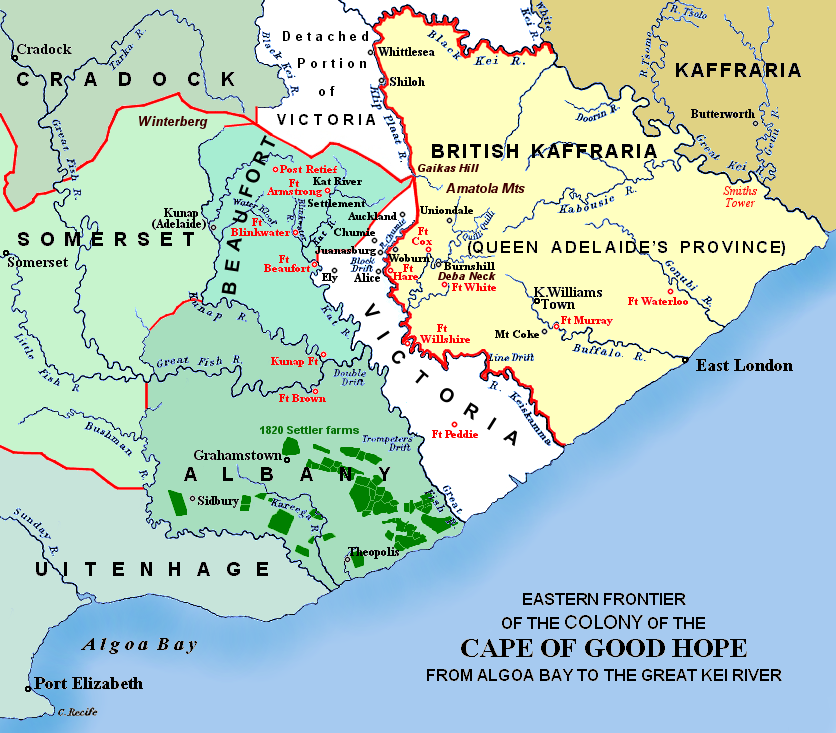
Карта прикордонних районів із зазначенням розташування поселенців, c. 1835 рік

Поселенці 1820 року — групи британських колоністів з Англії, Ірландії, Шотландії та Вельзу, поселених урядом Сполученого Королівства та владою Капської колонії в Східній Капській провінції Південної Африки в 1820 році.

## Передумови
Після наполеонівських війн Велика Британія зіткнулася з серйозною проблемою безробіття. Багато з поселенців 1820 року були бідними, і Капський уряд заохочував їх оселитися в Східній Капській провінції, намагаючись зміцнити східний кордон проти сусідніх народів Коса та збільшити англомовне населення Південної Африки. Політика поселення призвела до заснування Олбані, центру британської діаспори в Африці.

## Колонізація

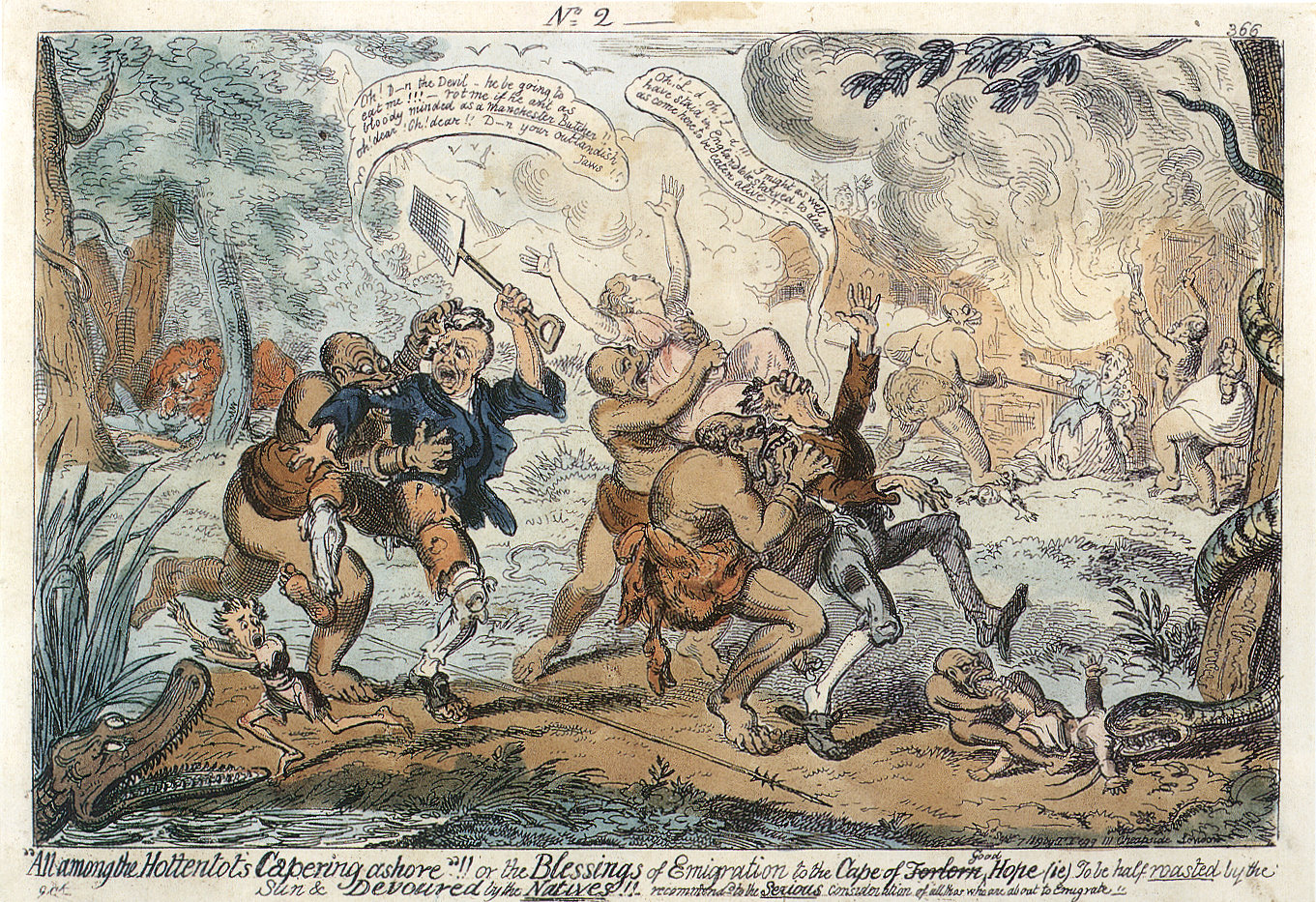
Сатиричне зображення готтентотів, що напали на поселенцыв у 1820 році, покликане нагадати емігрантам про небезпеку, що на них чекала.

З 90 000 заявок було схвалено 19 000, але через фінансові обмеження вдалося перевезти лише близько 4 000 осіб. Багато поселенців 1820 року спочатку прибули до колонії приблизно 60 різними партіями з квітня по червень 1820 року. Їм було надано ферми поблизу села Батерст у Східнокапській провінції. Їм надавали знаряддя та їжу за рахунок своїх родовищ, але відсутність сільськогосподарського досвіду призвело до того, що багато з них покинули сільське господарство та пішли до Батерста та інших поселень, таких як Ґремстаун, Іст-Лондон і Порт-Елізабет, де вони зазвичай поверталися до своїх промислів.
Група поселенців 1820 року продовжила шлях до Наталю, який тоді був частиною Зулуленду, батьківщини народу Зулу. У той час цією територією правив король Шака, який мав високопідготовлених воїнів. Лідери натальських поселенців попросили у Шаки дозволу осісти на його землі. Коли король став свідком технологічного прогресу поселенців, дозвіл був наданий в обмін на доступ до технологій вогнепальної зброї. За генеалогом Шелаг О'Бірн Спенсер, серед поселенців 1820 року, які переїхали до Наталу, були «Джон Бейлі, засновник Східного Лондона, і Чарльз Кестел, після якого син, преподобний. Джон Деніел Кестел, відомий у англо-бурській війні, названо місто Кестел у Вільному штаті».
Як завжди, були винятки. Після 5 місяців у морі два кораблі прибули до мису Доброї Надії з Лондона через Корк, Ірландія. Насолоджуючись обітованою землею, близько 200 поселенців перебували біля берега в Саймонстауні («Саймонс-Бей»), перш ніж їх відправили назад аж до Салданьї. Звідси їх відвезли в Кланвільям («Ян Діссельсвлей») і дали крихітні клаптики землі. Пізніше всі родини, крім 5 (Арчер, Стоун та ін.), були врятовані та переселені до Східнокапської провінції. П'ять сімей, що залишилися, культурно ізольовані від інших британських поселенців, змушені були задовольнитися, і їх швидко поглинули голландсько-африкаанскомовні громади. Зрозуміло, що деякі з цих англійських нащадків воювали проти англійців у англо-бурських війнах.

## Меморіал
У Ґремстауні про них вшановує Національний пам'ятник поселенцям 1820 року, відкритий у 1974 році. Будучи живим пам'ятником, у ньому проводяться п'єси, музичні виступи та культурні заходи, його підтримує Асоціація поселенців 1820 року, заснована в 1920 році сером Волтером Стенфордом та іншими нащадками. Це також послужило засобом «для [спроби] змінити тенденцію до зниження британської імміграції до Південної Африки та виправити зростаючий чисельний дисбаланс між африканерами та англійцями шляхом залучення британських іммігрантів, особливо колишніх військовослужбовців, у країну як поселенців».

## Відомі поселенці 1820 р
- Вільям Ґайбон Атерстоун
- Джон Бернет Біддулф
- Олександр Біґґар
- Генрі Гаре Даґмор
- Джордж Генрі Форд
- Роберт Ґодлонтон

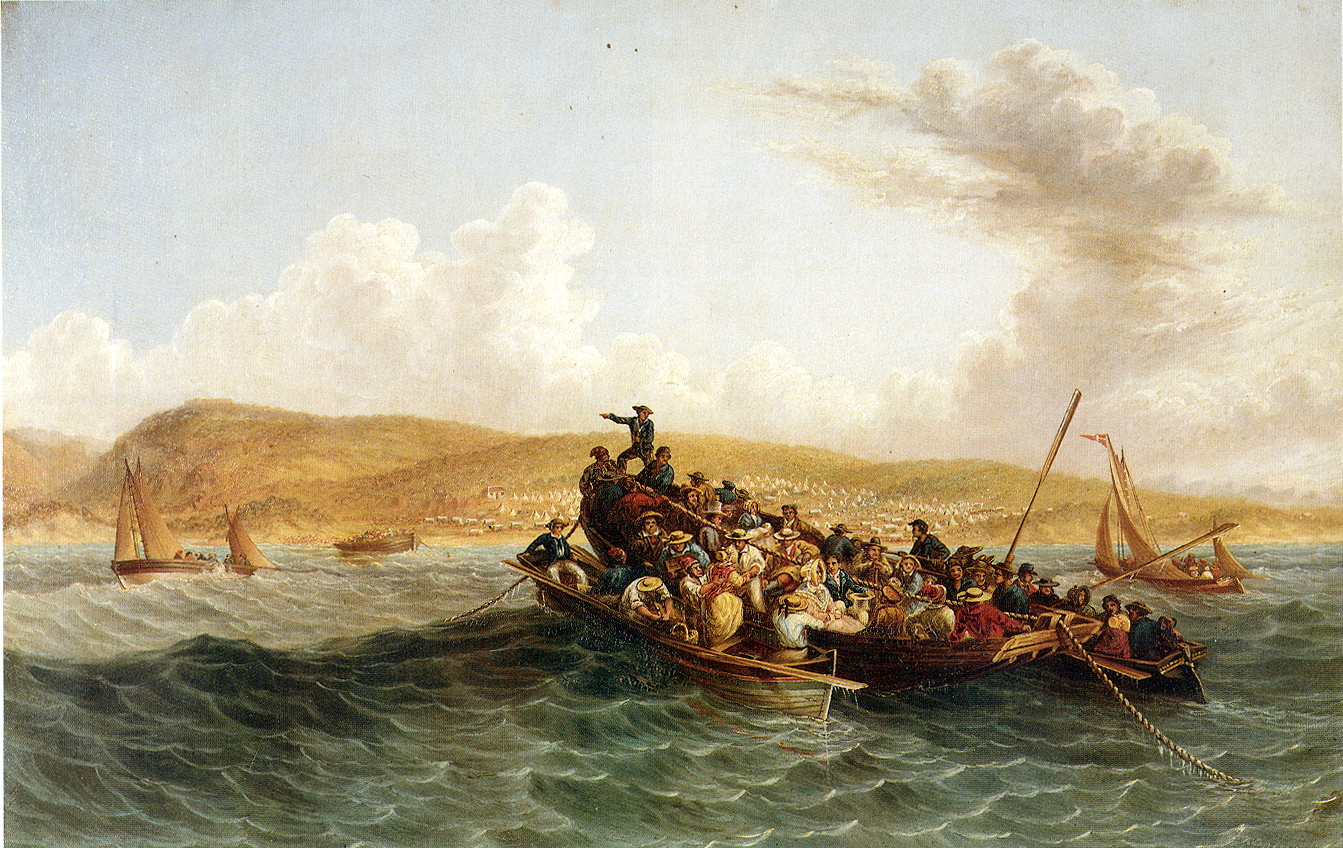
Поселенці виходять на берег, Томас Бейнс

- Джеремія Ґолдсвейн, неосвічений фермер і колишній пильщик, чий своєрідний щоденник із фонетичною орфографією дає уявлення про англійську вимову Мідленда початку ХІХ століття[4]
- Річард Ґаш
- Дік Кінґ
- Джошуа «Імператор» Нортон
- Томас Прінгл
- Томас Шон
- Джеймс Коттерелл Гул

## Подальше читання
- Mitford-Barberton, Ivan; White, Violet (1969). Some frontier families: biographical sketches of 100 Eastern Province families before 1840. Human and Rousseau.
- Rosenthal, Eric (1973). Encyclopedia of Southern Africa. Systems for Education. ISBN 9780723214878.
- Whinchcombe Powell, F. (1964). Hancock's Drift: The Story of the Great Wagon Road, by F. Whinchcombe Powell.
- Endemann, L. C. P. (1978). John Parkin of Baakens River Farm and His Family, 1820-1970. Human Sciences Research Council. ISBN 978-0-86965-500-9.
- Spencer, Shelagh O'Byrne (1981). British Settlers in Natal, 1824-1857. Т. Volumes 1 to 7. University of Natal Press. ISBN 978-0-86980-267-0.